# Zabelê (cantora)
Zabelê Cidade Gomes, mais conhecida por Zabelê (Rio de Janeiro, 1 de abril de 1975), é uma cantora brasileira.

## Biografia
Filha de dois famosos nomes da música brasileira, Pepeu Gomes e Baby do Brasil, Zabelê começou a cantar profissionalmente em 1995, enquanto estudava dança em Nova Iorque.
Em 1997, começou a carreira de cantora, como backing vocal de Pepeu Gomes e Baby do Brasil. No mesmo ano, formou o grupo SNZ, junto com as irmãs Nãna Shara e Sarah Sheeva. O primeiro álbum do grupo foi lançado em 2000 pela Warner Music Brasil, com o primeiro single "Longe do Mundo" sendo lançado na trilha sonora do filme O Trapalhão e a Luz Azul.
Após a saída de Sarah em 2002, o grupo entrou em hiato e retornou apenas em 2006 com o álbum Zunzum e Pronto, encerrando os trabalhos em 2009.

### Carreira solo
Após o fim do grupo, Zabelê foi a única que continuou na música secular, realizando turnês pelo Brasil com diversos músicos, cantando o repertório dos Novos Baianos. Seu primeiro álbum solo foi lançando em 2015, puxado pela música "Nossas Noites". O segundo single deste trabalho foi a faixa "Prática", que ganhou um remix dançante em 2017, recordando a sonoridade dos velhos tempos do grupo com as irmãs.
Em 2019, a cantora revelou estar produzindo um novo álbum, com o produtor Alê Siqueira. Ela também descartou qualquer possibilidade de retorno a médio prazo do trio SNZ. Em outubro de 2021, a carioca lança o single "Preta Pretinha", cover da canção dos Novos Baianos, em parceria com Carlinhos Brown. Em dezembro, saiu "Deusa do Amor", um novo single, que antecipou o lançamento do álbum Auê, realizado no mesmo mês.

## Discografia
Para mais informações, ver Discografia de SNZ.
Álbuns solo
- Zabelê (2015)
- Auê (2021)

Singles
- "Nossas Noites" (2015)
- "Prática" (2017)
- "Preta Pretinha" (2021)
- "Deusa do Amor" (2021)